# Sint & De Leeuw
Sint & De Leeuw is een Nederlands televisieformat van Paul de Leeuw dat in het teken staat van het vieren van het sinterklaasfeest. Het format werd door de jaren heen onder verschillende namen uitgezonden door Nederland 1 (2005-2013), NPO 1 (2014-2017, 2021, 2023-heden), RTL 4 (2018-2020) en NPO 3 (2022).
Van 2005 tot 2008 verscheen het format als Mooi! Weer de Sint (speciale afleveringen van Mooi! Weer De Leeuw), in 2009 als Lieve Paul & Sint (speciale aflevering van Lieve Paul), in 2011 als PAU!L en Sint! (speciale aflevering van PAU!L) en in 2012 en 2013 onder de naam Langs Sint en De Leeuw (speciale afleveringen van Langs de Leeuw).
Van 2018 tot 2020 was het format overgenomen door RTL en verscheen daar onder de naam Sint & Paul pakken uit!.
Sinds 2021 is het format terug bij de NPO en werd het uitgezonden door NPO 1 en in 2022 eenmalig op NPO 3.
De presentatie van het programma is in handen van Paul de Leeuw en Sinterklaas, in de eerste zeven jaar vertolkt door Bram van der Vlugt en daarna door Hans Kesting. Sinds 2005 verscheen er ieder jaar een aflevering: in totaal zijn er twintig afleveringen gemaakt.

## Opzet
Presentator Paul de Leeuw viert samen met het publiek het sinterklaasfeest, in bijzijn van Sinterklaas en zijn Pieten. Tijdens het programma is publiek aanwezig dat verschillende wensen heeft, die De Leeuw en Sinterklaas op komische wijzen laten uitkomen. Daarnaast komen er regelmatig verschillende artiesten of bekende Nederlanders langs die optreden of wensen in vervulling laten gaan.

## Afleveringenoverzicht
Hieronder een overzicht van de afgelopen afleveringen: elk jaar wordt er maar één aflevering gemaakt.
| Nr. | Naam                    | Uitzenddatum    | Sinterklaas                                   | Omroep     | Zender      | Kijkcijfers |
| --- | ----------------------- | --------------- | --------------------------------------------- | ---------- | ----------- | ----------- |
| 1   | Mooi! Weer de Sint      | 3 december 2005 | Bram van der Vlugt                            | VARA       | Nederland 1 | onbekend    |
| 2   | Mooi! Weer de Sint      | 2 december 2006 | Bram van der Vlugt                            | VARA       | Nederland 1 | 1.779.000   |
| 3   | Mooi! Weer de Sint      | 1 december 2007 | Bram van der Vlugt                            | VARA       | Nederland 1 | 2.001.000   |
| 4   | Mooi! Weer de Sint      | 5 december 2008 | Bram van der Vlugt                            | VARA       | Nederland 1 | 2.214.000   |
| 5   | Lieve Paul & Sint       | 5 december 2009 | Bram van der Vlugt                            | VARA       | Nederland 1 | 1.102.000   |
| 6   | Sint & De Leeuw         | 4 december 2010 | Bram van der Vlugt                            | VARA       | Nederland 1 | 1.352.000   |
| 7   | PAU!L en Sint!          | 3 december 2011 | Bram van der Vlugt                            | VARA       | Nederland 1 | 1.462.000   |
| 8   | Langs Sint en De Leeuw  | 5 december 2012 | Hans Kesting                                  | VARA       | Nederland 1 | 1.514.000   |
| 9   | Langs Sint en De Leeuw  | 5 december 2013 | Hans Kesting                                  | VARA       | Nederland 1 | 1.362.000   |
| 10  | Sint & De Leeuw         | 5 december 2014 | Hans Kesting                                  | VARA       | NPO 1       | 1.295.000   |
| 11  | Sint & De Leeuw         | 4 december 2015 | Hans Kesting                                  | VARA       | NPO 1       | 1.193.000   |
| 12  | Sint & De Leeuw         | 4 december 2016 | Hans Kesting                                  | VARA       | NPO 1       | 1.935.000   |
| 13  | Sint & De Leeuw         | 5 december 2017 | Hans Kesting                                  | BNNVARA    | NPO 1       | 1.545.000   |
| 14  | Sint & Paul pakken uit! | 5 december 2018 | Hans Kesting Bram van der Vlugt Anny Schilder | RTL        | RTL 4       | 1.581.000   |
| 15  | Sint & Paul pakken uit! | 5 december 2019 | Hans Kesting                                  | RTL        | RTL 4       | 1.303.000   |
| 16  | Sint & Paul pakken uit! | 5 december 2020 | Hans Kesting                                  | RTL        | RTL 4       | 1.135.000   |
| 17  | Sint & De Leeuw         | 5 december 2021 | Hans Kesting                                  | BNNVARA    | NPO 1       | 954.000     |
| 18  | Sint & De Leeuw         | 5 december 2022 | Hans Kesting                                  | BNNVARA    | NPO 3       | 879.000     |
| 19  | Sint & De Leeuw         | 5 december 2023 | Hans Kesting                                  | BNNVARA    | NPO 1       | 1.587.000   |
| 20  | Sint & De Leeuw         | 5 december 2024 | Hans Kesting Jan Slagter                      | Omroep MAX | NPO 1       | 1.819.000   |

## Achtergrond

### Programmanaam
In het beginstadium van het programma ontving De Leeuw Sinterklaas en zijn Pieten in zijn bestaande programma's. Doordat De Leeuw enkele keren een nieuw programma had, dragen sommige afleveringen van Sint & De Leeuw een andere naam. Van 2005 tot 2009 kwam Sinterklaas bij De Leeuw in een speciale aflevering van Mooi! Weer De Leeuw waardoor die aflevering de naam Mooi! Weer de Sint draagt. In 2009 kwam Sinterklaas bij De Leeuw in een speciale aflevering op bezoek in het programma Lieve Paul waardoor die aflevering de naam Lieve Paul en Sint draagt.
In 2011 kwam Sinterklaas bij De Leeuw in een speciale aflevering op bezoek in het programma PAU!L waardoor die aflevering de naam PAU!L en Sint! draagt. In 2012 en 2013 kwam Sinterklaas in speciale afleveringen op bezoek in het programma Langs de Leeuw waardoor die twee afleveringen de namen Langs Sint en de Leeuw dragen. Hierna verscheen het programma elk jaar onder de naam Sint & De Leeuw en werd het in een theater opgenomen in plaats van in de studio van De Leeuws programma's. Doordat presentator De Leeuw in najaar 2018 stopte bij BNNVARA en een contract tekende bij RTL werd het programma overgenomen, deze verscheen onder de naam Sint & Paul pakken uit! en werd vanaf toen weer opgenomen in een studio. Toen het programma terugkeerde bij de NPO veranderde de naam terug naar Sint & De Leeuw.
In bijna alle verschillende programmanamen zitten de naam van Paul de Leeuw en Sinterklaas verwerkt.

### Verschillende zenders
Het programma-format werd van 2005 tot en met 2013 uitgezonden door Nederland 1 in opdracht van omroep VARA. Vanaf 2014 tot en met 2017 werd het programma uitgezonden door NPO 1 in opdracht van omroep VARA en het laatste jaar door BNNVARA. In juni 2018 vertrok presentator De Leeuw bij BNNVARA, hiermee leek een einde te komen aan het programma. Echter in het najaar tekende hij een driejarig presentatiecontract bij RTL en werd het programma overgenomen, wel onder een andere naam. Van 2018 tot en met 2020 werd het programma uitgezonden door RTL 4 en was het programma tevens te zien op hun streamingdienst Videoland. In het najaar van 2021 keerde De Leeuw met zijn programma terug bij omroep BNNVARA die het programma op NPO 1 uitzond. Bij deze terugkeer was het programma weer te zien onder de naam Sint & De Leeuw en werd het opgenomen vanuit de bus van het programma Busje komt zo (vanwege de coronapandemie die in 2020 uitbrak kon het programma in 2020 en 2021 niet in de studio worden opgenomen). In 2022 keerde het programma terug naar een studio en verschoof het eenmalig van NPO 1 naar NPO 3 in verband met het Wereldkampioenschap voetbal 2022 dat uitgezonden werd door NPO 1. In december 2023 werd de laatste versie bij BNNVARA uitgezonden, nadat De Leeuw in het najaar van 2024 met het programma een overstap maakte naar Omroep MAX.

### Zwartepietendiscussie
Ongeveer vanaf 2010 begon de zwartepietendiscussie weer op te leven onder de mensen omdat er verschillende meningen zijn over het afbeelden van Zwarte Piet en sommige mensen dit als racistisch ervaren. In 2015 kwam de discussie tot een hoogtepunt waardoor er Roetveegpieten en Gekleurde Pieten verschenen. De Leeuw speelde hierop in en in de aflevering van 2015 verschenen er geen Zwarte Pieten maar vrouwen met blote gekleurde borsten, die aan werden gekondigd als de Gekleurde Tieten.
In de aflevering van 2016 kwam Sinterklaas samen met zijn kanariepieten. In 2017 werden deze wederom vervangen dit keer door Cadeau-kanjers, dit waren een groep gespierde mannen in speedo's die cadeautjes voor hun middel hielden. Dit was een parodie op de koffermeisjes van het RTL 4-programma Miljoenenjacht.

## Trivia
- In aflevering 14 in 2018 waren er meerdere Sinterklazen te zien: Hans Kesting was de gehele aflevering als Sinterklaas te zien, later in het programma kwam Bram van der Vlugt als Sinterklaas erbij en richting het einde kwam Anny Schilder als derde Sinterklaas erbij. Schilder was alleen te zien tijdens het onderdeel De Slimste Sinterklaas gebaseerd op het programma De Slimste Mens, hierin streden de drie Sinterklazen om de titel de slimste Sinterklaas. Van der Vlugt vertolkte jarenlang Sinterklaas tijdens de landelijke intocht en tijdens de eerste zeven afleveringen van dit programma.
- Nadat presentator Paul de Leeuw de versie van dit format voor het eerst op RTL 4 presenteerde, kreeg hij van mediarecensenten diverse complimenten.[12][13] Hierdoor werd door RTL besloten het programma om te zetten naar een langere serie die ook buiten de Sinterklaastijd uitgezonden kon worden. Deze verscheen onder de naam Paul pakt uit!.[14]

12 steden, 13 ongelukken · Alles draait om geld · Bergen Binnen · Büch's Boeken · Buitenhof ** · Bureau Kruislaan · Cabaret & Co · Comedytrain presenteert · Deadline · Dr. Ellen · Ernstige Delicten · Factor Giel · Gebak van Krul · GIEL · Herexamen · Hoe bestaat het · Hof van Joosten · Hollands Hoop · In goed gezelschap · Is dat eigenlijk wel zo? · Jules Unlimited · Kanniewaarzijn · Kassa · Kassa 3 · Kinderen geen bezwaar · Kinderen voor Kinderen · Kopspijkers · Kun je het al zien? · Het Lagerhuis · Langs de Leeuw · Langs Sint en De Leeuw · De leugen regeert · Lieve Paul · Lieve Paul & Sint · MaDiWoDoVrijdagshow · De Mega Mike & Mega Thomas Show · Mooi! Weer De Leeuw · Mooi! Weer de Sint · Nieuwslicht · NOVA * · Oppassen!!! · Overspel · Panache · PAU!L · PAU!L en Sint! · Pauls Kadoshow · Pauls Puber Kookshow · Pauw & Witteman · Per Seconde Wijzer · Sint & De Leeuw · Shouf Shouf! · The Sopranos · Stellenbosch ** · Studio Spaan · Thank God It's Friday · Twee voor twaalf · Unit 13 · De verrukkelijke 85 · Vroege Vogels TV · Vuurzee · Waltz ** · De Wereld Draait Door · De wereld van Boudewijn Büch · Wie steelt mijn show? · X De Leeuw · Zembla

*: In samenwerking met NPS en NOS     **: In samenwerking met AVROTROS en VPRO